# Tobias Klose
Tobias Klose  ist ein deutscher Drehbuchautor, Sprecher, Regisseur und Schauspieler, der vor allem durch die Serie Walulis sieht fern bekannt ist, bei der er als Schauspieler und Co-Autor fungierte. 
Klose ist Geschäftsführer des Produktionsunternehmens Enrico Palazzo, das er zusammen mit Philipp Walulis und Klaus Kranewitter gründete.
Zudem war Klose Mitglied in der Band Aggro Grünwald.

## Filmografie
- 2013/2015: extra 3
- 2011–2014: Walulis sieht fern
- 2016: Zapp